# Szemud
Szemud (deutsch Schönwalde) ist ein Dorf in der polnischen Woiwodschaft Pommern. Es gehört zum Powiat Wejherowski (Neustädter Kreis) und ist Sitz  des Verwaltungsbezirks Landgemeinde Szemud.

## Geographische Lage
Das Dorf liegt im ehemaligen Westpreußen, etwa 15 Kilometer südlich der Stadt Neustadt in Westpreußen, 17 Kilometer südöstlich des Dorfs Luzino (Lusin) und elf Kilometer ostsüdöstlich von Częstkowo (Grünberg).

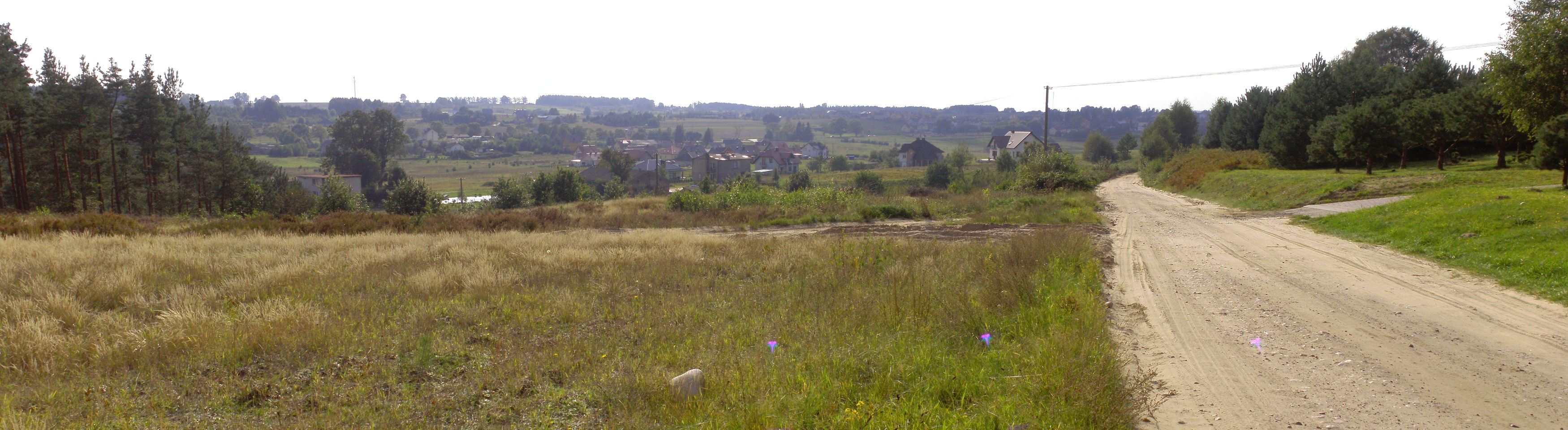
Ortschaft in ihrer Umgebung (2010)

Schönwalde, südlich von Neustadt in Westpreußen sowie nordwestlich von Oliva und Danzig, auf einer Landkarte von 1910

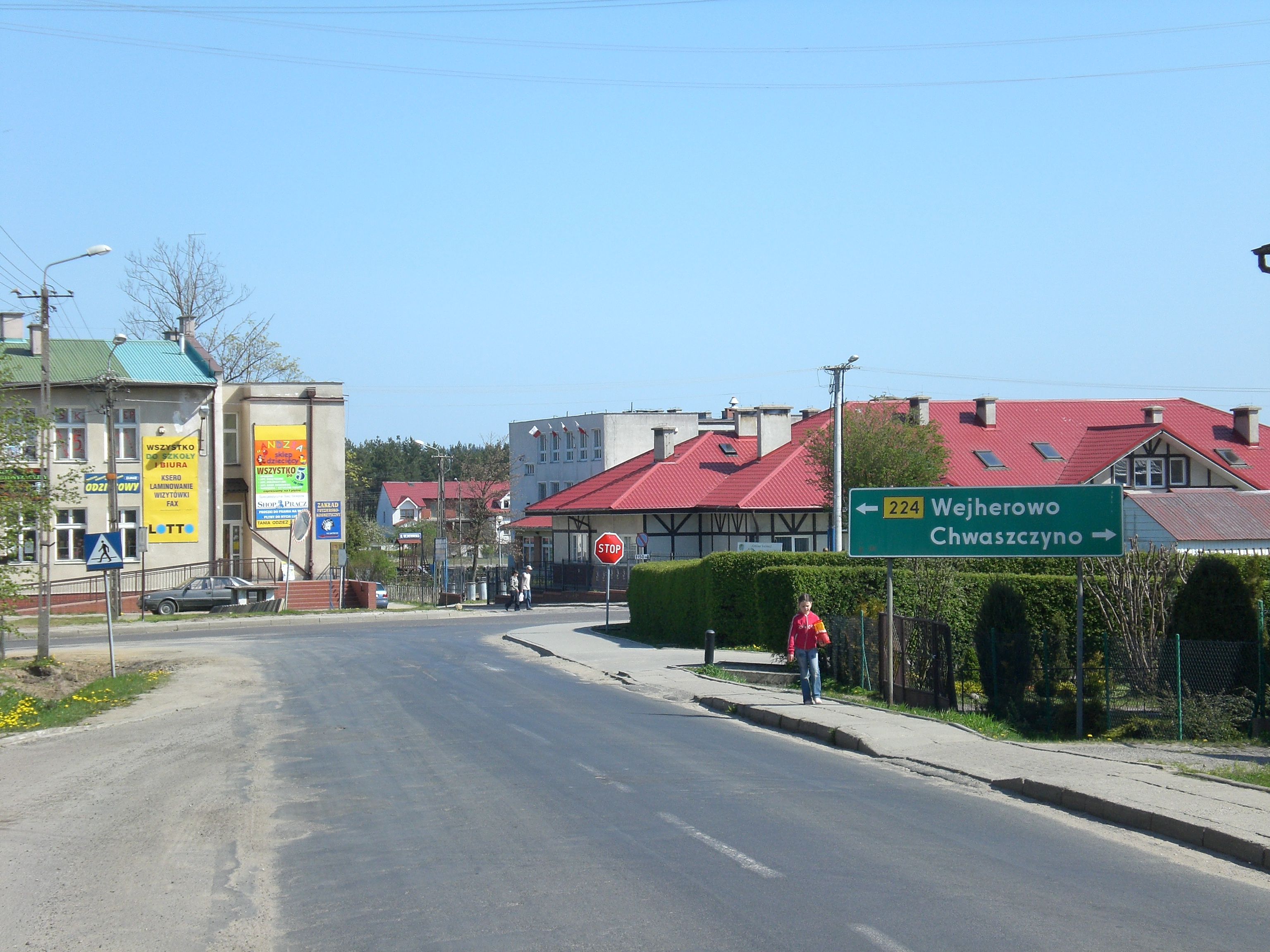
Dorfstraße (2007)

## Geschichte
Das pommerellische Dorf ist eine deutsche Gründung, die von Danzig aus erfolgt war. Die Benennung Schönwalde lässt sich bis ins Jahr 1311 zurückverfolgen, die Ortschaft bestand also schon vor Beginn der Herrschaft des Deutschen Ordens in dieser Region (1311–1466). Während der Zugehörigkeit zu Königlich Preußen (1467–1772) wurde meist der Ortsname Szynwald benutzt. Um 1500 befand sich das Gut im Besitz der Danziger Patrizierfamilie Ferber. Schönwalde war schon früher ein königliches Gratialgut gewesen und gelangte nach einigen Besitzerwechseln im Jahr 1757 als Gratialgut an die Familie von Lebinski. Nachdem die Region 1772 an das  Königreich Preußen gekommen war, verfügte die preußische Regierung 1780 ein Verlängerung des Besitzrechts für die Lebinskis (Ritterschafts-Matrikel). Schönwalde wurde 1789 als ein im Besitz der Familie Lebinski befindliches königliches Gratialgut mit 16 Feuerstellen (Haushaltungen) bezeichnet.
Am 7. August 1873 wurden die bisher selbständigen Landgemeinden Schönwalde und Schönwalder Hütte zu einer einheitlichen Landgemeinde zusammengeschlossen.
Bis 1919 bildete Schönwalde eine Landgemeinde im Kreis Neustadt in Westpreußen im Regierungsbezirk Danzig in der Provinz Westpreußen im Deutschen Reich. Als nach dem Ersten Weltkrieg der Versailler Vertrag die Verlegung des Polnischen Korridors durch das Reichsgebiet vorsah, wurde das deutsche Dorf der neugegründeten Zweiten Polnischen Republik einverleibt. Nach dem Überfall auf Polen wurde das entnommene Territorium des Polnischen Korridors 1939 wieder in das Reichsgebiet eingegliedert.
Gegen Ende des Zweiten Weltkriegs besetzte im Frühjahr 1945 die Rote Armee das Kreisgebiet. Bald darauf wurde es von der Sowjetunion zusammen mit Westpreußen und ganz Hinterpommern der Volksrepublik Polen zur Verwaltung überlassen. In der Folgezeit wurden die deutschen Einwohner, einschließlich der Alteinwohner, die hier Grundbesitz hatten, von der polnischen Administration enteignet und aus Schönwalde vertrieben.

### Demographie
| Jahr | Einwohner | Anmerkungen                                                                                           |
| ---- | --------- | --- |
| 1818 | 071       | Dorf, adlige Besitzung, mit einer katholischen Filialkirche; davon elf Evangelische und 60 Katholiken |
| 1852 | 313       | Dorf                                                                                                  |
| 1864 | 527       | am 3. Dezember, Gemeindebezirk                                                                        |
| 1867 | 563       | am 3. Dezember, adliges Dorf                                                                          |
| 1871 | 625       | am 1. Dezember, adliges Dorf, davon 50 Evangelische und 575 Katholiken                                |
| 1910 | 808       | am 1. Dezember, Landgemeinde                                                                          |

## Kirche

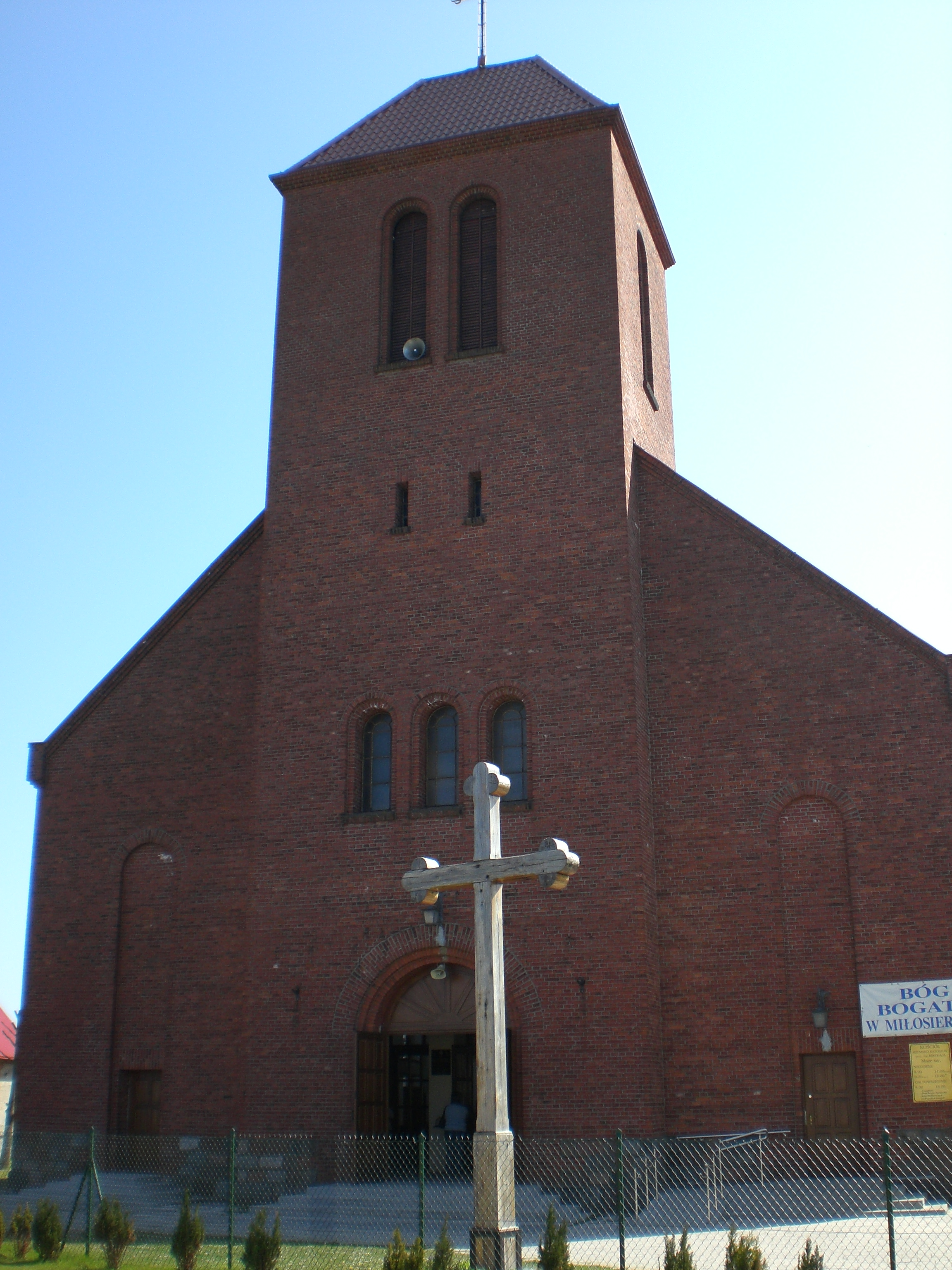
Alte katholische Sankt-Nikolaus-Kirche (2008), im Jahr 1827 neu erbaut

Die katholische Dorfkirche Sankt Nikolaus wurde 1827 in Schönwalde neu erbaut, nachdem ein Vorgängerbau verfallen war. Zur Bauzeit war sie eine Filialkirche der Mutterkirche zu Kölln.
Die seit 1945 und Vertreibung der deutschen Einwohner anwesende polnische Einwohnerschaft ist größtenteils katholisch. 